# Vanderlei Luxemburgo
Vanderlei Luxemburgo da Silva (Nova Iguaçu, 10 de maio de 1952) é um treinador, político e ex-futebolista brasileiro que atuava como lateral-esquerdo. Atualmente está sem clube.
É o técnico com mais títulos do Brasileirão (cinco conquistas; empatado com Lula), ao qual é também o mais vitorioso, com 356 vitórias. Treinou grandes equipes do futebol brasileiro e a Seleção Brasileira, além de uma curta passagem pelo Real Madrid. Considerado o introdutor do esquema tático 4-1-4-1 no futebol brasileiro, foi eleito em 1999 o melhor treinador de Seleções do mundo pela IFFHS.
Lidera a lista de treinadores ganhadores de campeonatos estaduais no século XXI, com nove conquistas, empatado apenas com Givanildo Oliveira. Na carreira, possui 14 campeonatos estaduais (além de uma copa estadual), empatando com Maurício Simões e atrás somente de Givanildo. Foi campeão em todos os quatro estados do Sudeste, sendo o maior campeão de estaduais da região (treze títulos) e do Paulistão (nove títulos).

## Carreira como jogador
A carreira de jogador de futebol não foi tão marcante como a de técnico. Despontou no futebol como lateral-esquerdo no time de juvenis (atual Sub-20) do Flamengo de 1971, que revelaria também os zagueiros Rondinelli e Jayme de Almeida, o goleiro Cantareli e ninguém menos do que Zico. Subiu aos profissionais do Flamengo em 1972, e permaneceu na equipe carioca até 1978. Neste período, teve como grande concorrente na posição o lateral Júnior, revelado em 1974 também nos juvenis do rubro-negro, considerado um dos maiores jogadores da história do Flamengo e da Seleção Brasileira.
Depois de deixar a equipe rubro-negra e atuar pelo Internacional em 1978, teve uma passagem pelo Botafogo, onde jogou até 1980, quando uma contusão no joelho o afastou dos gramados.

## Carreira como treinador

### Primeiros trabalhos
Graduou-se em educação física em 1983 pela Universidade Castelo Branco, ali concluindo a pós-graduação (Lato sensu) como técnico de futebol no mesmo ano.
O início como treinador ocorreu no Campo Grande, do Rio de Janeiro, em 1983.
No mesmo ano seguiu para o Rio Branco, onde conquistou o título do Campeonato Capixaba de 1983.

### Bragantino
Depois de passagens por outros clubes brasileiros e do futebol árabe, foi no Bragantino que conseguiu seu primeiro grande feito, conquistando dois títulos: a Série B do Campeonato Brasileiro de 1989 e o Campeonato Paulista de 1990.

### Palmeiras
Sua primeira conquista em um grande clube como técnico aconteceu em 1993, quando foi campeão do Campeonato Paulista pelo Palmeiras, encerrando um jejum de 17 anos do alviverde no estadual. O título, alcançado com uma vitória por 4–0 sobre o maior rival da equipe alviverde, o Corinthians, foi um dos mais importantes da história do clube, pois interrompeu um jejum de 16 anos sem títulos. No mesmo ano, Luxemburgo levaria o Palmeiras aos títulos do Torneio Rio-São Paulo e do Campeonato Brasileiro.
Em 1994, foi bicampeão paulista e brasileiro.

### Breves passagens por Flamengo, Paraná e retorno ao Palmeiras
Depois de breves passagens por Flamengo e Paraná, em 1995, retornou no mesmo ano ao Palmeiras, conquistando em 1996 mais um título do Campeonato Paulista, este marcado pela maior campanha de uma equipe no estado na era profissional, com um ataque arrasador de mais de 100 gols marcados.

### Santos (primeira passagem)
Em fevereiro de 1997, já pelo Santos, conquistou o Torneio Rio-São Paulo.

### Corinthians

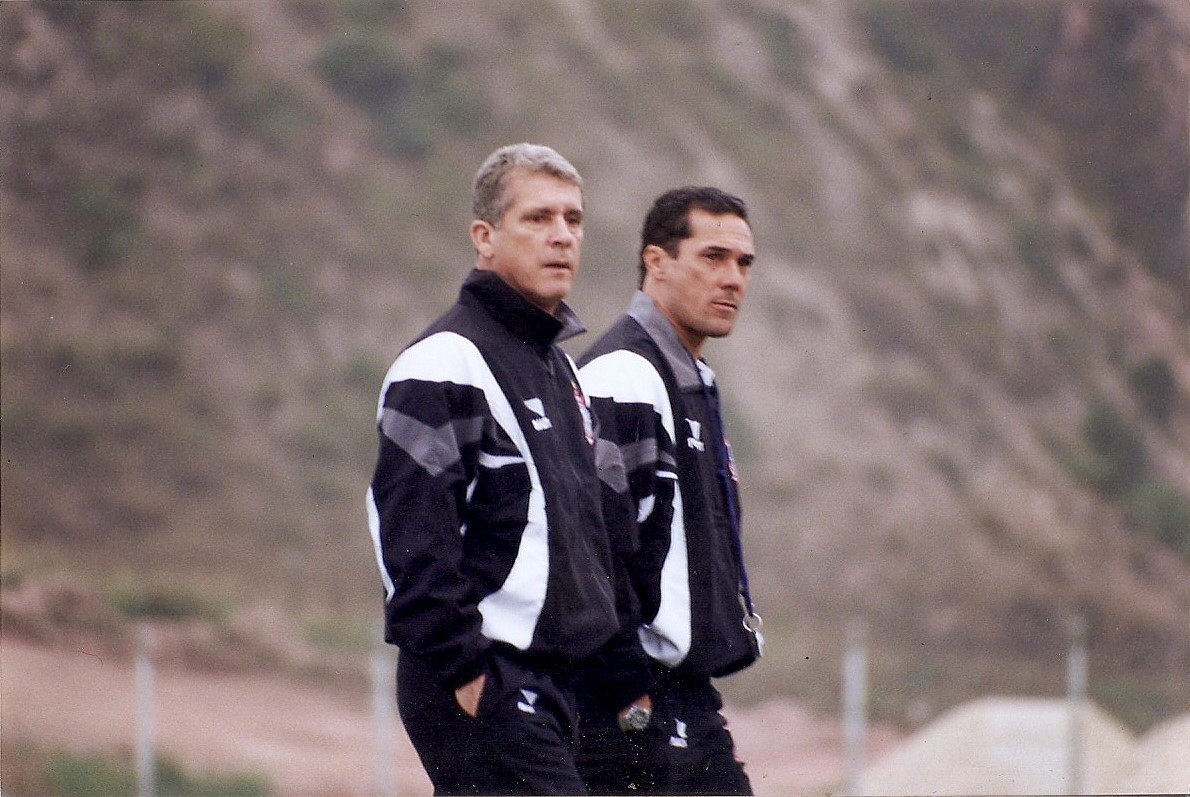
Luxemburgo e seu auxiliar Antônio Mello durante um treino no Corinthians

No ano seguinte foi contratado pelo Corinthians, onde levantou o título do Campeonato Brasileiro. O Timão comandado por Luxa contava com grandes nomes, como Carlos Gamarra, Sylvinho, Vampeta, Freddy Rincón e Marcelinho Carioca.

### Seleção Brasileira
Ainda em 1998 foi convidado para ser o técnico da Seleção Brasileira, onde conquistou a Copa América de 1999.
Apesar de passagens vitoriosas nos times com grandes jogadores montados, teve problemas no período que treinou a Seleção, sofrendo ao ser flagrado utilizando documentação falsa e com um processo de sonegação fiscal. Por esta razão, deixou de usar o nome Wanderley (artístico) e voltou a usar Vanderlei (original). Sua saída da Seleção Brasileira ficou marcada pela eliminação da equipe nas Olimpíadas de 2000, quando o Brasil foi derrotado por Camarões nas quartas de final.

### Retorno ao Corinthians
Em 2001, de volta ao Corinthians, levou a equipe alvinegra a mais um título do Campeonato Paulista.

### Palmeiras (terceira passagem)
Teve uma passagem rápida e conturbada pelo Palmeiras em 2002, sendo responsabilizado por parte da torcida pela queda da equipe para a segunda divisão do futebol brasileiro, em virtude da dispensa de alguns jogadores de posições importantes logo no início do Campeonato Brasileiro, pouco antes de sua saída do clube para o Cruzeiro.

### Cruzeiro
Chegou ao Cruzeiro no dia 13 de agosto de 2002. Comandou sua primeira partida oficial no dia 18 de agosto, num empate por 0–0 contra o Botafogo, válido pela primeira fase do Campeonato Brasileiro.
Em 2003, no comando da equipe mineira, venceu o Campeonato Mineiro, a Copa do Brasil e o Campeonato Brasileiro, feito que ficou consagrado como tríplice coroa.
Seu último jogo foi um empate de 0–0 contra o Uberaba em casa. Após a partida, em que o time celeste esteve muito mal, Luxemburgo disse que havia problemas internos e que faltava sintonia no clube. No dia 27 de fevereiro de 2004, teve sua demissão anunciada.

### Santos (segunda passagem)
Acertou seu retorno ao Santos no ano de 2004, sendo anunciado oficialmente no dia 8 de maio e assinando contrato até o fim do ano seguinte. Em sua reestreia, a equipe venceu a LDU por 2–0 na Vila Belmiro, no jogo de volta das oitavas de final da Libertadores. Como havia perdido por 4–2 na ida, o resultado levou a partida para os pênaltis — o clube santista não desperdiçou nenhuma cobrança e venceu o time equatoriano por 5–3.
Apesar da eliminação para o Once Caldas nas quartas de final da Libertadores, o treinador obteve êxito no Campeonato Brasileiro e conquistou a competição com o Alvinegro da Vila. Além dos atacantes Robinho e Deivid, os principais destaques da equipe foram os meias Diego e Elano.

### Real Madrid
Deixou o time do Santos no final de 2004, sendo anunciado oficialmente pelo Real Madrid no dia 30 de dezembro.
Sua estreia aconteceu no dia 5 de janeiro de 2005, numa partida atípica, de apenas sete minutos contra a Real Sociedad, jogo que foi a continuação de uma partida adiada por causa de uma suspeita de bomba, em dezembro. A partida havia sido interrompida com o placar de 1–1 e, na continuação, Luxemburgo armou um esquema e conseguiu o gol da vitória, após um pênalti cobrado por Zinédine Zidane.
O primeiro fracasso a frente do Real aconteceu ainda no seu primeiro mês, quando o clube foi eliminado nas oitavas de final da Copa do Rei pelo Valladolid, ao empatar no Santiago Bernabéu em 1–1. Já pela Liga dos Campeões, a equipe merengue acabou sendo eliminada pela Juventus em março, nas oitavas de final. Na ocasião, Luxemburgo substituiu Ronaldo no jogo de ida e Zidane no jogo de volta. Após a eliminação, o astro francês se queixou pessoalmente com o treinador brasileiro: "Senhor, você não trabalha no futebol europeu. Caso contrário, não teria tirado de campo eu e o Ronaldo porque saberia que os adversários têm medo de nós. Com essas mudanças, eles perderam o respeito que tinham".
Nas 22 partidas que realizou na sua primeira temporada passada do Campeonato Espanhol, que ficou com o vice-campeonato, terminou a competição com 16 vitórias, três empates e apenas três derrotas.
Seu último jogo no comando do time foi em dezembro, numa vitória por 1–0 sobre o Getafe, em que foi vaiado pela torcida e discutiu com o presidente Florentino Pérez. Segundo Luxemburgo, o dirigente desceu das tribunas e cobrou uma melhor atuação da equipe, mas o treinador respondeu que "queria ganhar o jogo". Diante das queixas, Luxemburgo encerrou a discussão: "Presidente, deixe-me falar um negócio para o senhor: não estou gostando muito disso, não. Não pedi ao senhor para vir para cá, você que foi no Brasil me contratar. Não vim para cá por favor, não. Vim para cá por que você foi no Brasil e me contratou, então vou fazer o que achar que tiver que fazer. Ele não falou mais nada. No dia seguinte, eu estava despedido".
Em um ano no clube espanhol, Luxemburgo obteve 28 vitórias, sete empates e dez derrotas em 45 partidas.
O lateral-esquerdo Roberto Carlos alegou que Luxemburgo caiu no Real Madrid após cortar a bebida da concentração:
| “ | Eu e o Ronaldo chegamos no professor e falamos: 'Temos uns costumes aqui e você vai ver, mas tenta não mudar. Não tira o vinho da mesa e os 20 minutos da cerveja antes do jantar porque senão vai ter problema'. Aí o que ele fez? Tirou primeiro a cerveja e depois as garrafas de vinho. Demorou três meses porque o mundo do futebol é pequeno, as notícias chegaram na diretoria e tchau. Era nosso ambiente de vestiário. | ” |

Em 2020, o meio-campista Luís Figo alegou que Luxemburgo foi o pior técnico que ele já pôde trabalhar.

### Santos (terceira passagem)
Dez dias após deixar o clube espanhol, foi anunciado o retorno do técnico à equipe santista. Em seu retorno ao Santos, conquistou nos dois anos seguintes o título do Campeonato Paulista.
No ano de 2006, um caso folclórico: num clássico contra o Corinthians, para confundir o técnico adversário, além de não divulgar a escalação do time, Luxa mandou a campo com 12 jogadores. O zagueiro Domingos e o atacante Geílson entraram mudos em campo. Nenhum dos dois falou quem jogaria. Os jogadores ficaram ao lado do mesário mentindo que assinavam a súmula. Esse "teatro" só foi encerrado quando o juiz exigiu que o Santos ficasse com 11 em campo: Geílson foi para o banco de reservas e Domingos seguiu no gramado.
Em 2007 levou a equipe às semifinais da Copa Libertadores da América, mas foi eliminado pelo Grêmio — o clube gaúcho venceu por 2–0 na ida e o Peixe venceu por 3–1 na volta, mas acabou sendo eliminado pelo critério do gol fora de casa. A falta de uma conquista de torneio internacional interclubes é justamente uma das maiores frustrações do técnico.
| “ | As pessoas me criticam por eu nunca ter conquistado uma Libertadores. Mas isso não me machuca. Dizem que para se vencer Libertadores tem de dar pontapé, praticar anti-jogo. Eu prefiro buscar esse título jogando futebol envolvente e bonito, como todas as minhas equipes têm demonstrado. | ” |
| — Resposta de Vanderlei após a eliminação do Santos para o Grêmio na semifinal da Libertadores de 2007 | |   |

Deixou o time no dia 13 de dezembro, após não chegar ao acordo com o clube.

### Palmeiras (quarta passagem)
O treinador acertou seu retorno ao Palmeiras em dezembro de 2007, sendo esta a sua quarta passagem pelo clube. Logo de cara, encerrou um jejum de títulos e conquistou o Campeonato Paulista de 2008. A equipe alviverde não vencia um campeonato desde 2000, e não conquistava o torneio estadual desde 1996. Com o título, Luxemburgo chegou ao seu oitavo título paulista na carreira.
No decorrer de 2008, Luxa mandou um time reserva para o jogo de volta das quartas de final da Copa Sul-Americana, contra o Argentinos Juniors, fora de casa, poupando em razão do Campeonato Brasileiro. O diferente é que, além não ter viajado junto à equipe, o treinador comentou a partida na transmissão da TV Globo. O Palmeiras, que havia sido derrotado por 1–0 no Brasil, perdeu por 2–0 em Buenos Aires e foi eliminado sob o comando do auxiliar técnico Nei Pandolfo. Apesar da eliminação na Sula, a equipe terminou o ano em quarto lugar no Brasileirão e classificou-se para a Copa Libertadores da América.
Já em 2009, com foco total na Libertadores, o Palmeiras classificou-se em segundo na fase de grupos e eliminou o Sport nas oitavas de final, numa dramática disputa por pênaltis após uma derrota por 1–0 na Ilha do Retiro. O Verdão viria a ser eliminado para o Nacional, nas quartas de final, por conta do critério do gol fora de casa. As duas equipes empataram em 1–1 no jogo de ida, realizado no Palestra Itália, e empataram em 0–0 no jogo de volta.
No dia 26 de junho, o treinador afirmou ter ficado incomodado com o fato do atacante Keirrison, que estava negociando com o Barcelona, não ter lhe telefonado para dizer que não iria ao treino. Luxemburgo também disse que caso a negociação não fosse concretizada, o jogador não atuaria mas sob o seu comando. No dia seguinte, às 00h44, Vanderlei anunciou no seu Twitter e no seu blog que havia sido demitido pelo Palmeiras. A publicação no Twitter dizia: "Não sou mais técnico do Palmeiras. Fui demitido por discordar (sic) das atitudes do Keirrison". A decisão da saída ocorreu após uma longa reunião foi oficializada com o clube alegando que o treinador quebrou uma hierarquia. Gilberto Cipullo, então vice-presidente de futebol do Palmeiras, relatou que a decisão "não teve nada a ver com a eliminação na Libertadores".

### Santos (quarta passagem)
No dia 17 de julho de 2009, acertou seu retorno ao Santos. Com um resultado fraco no Campeonato Brasileiro (a pior que teve no comando da equipe da Vila Belmiro), conseguindo apenas a décima segunda colocação, deixou o time em dezembro.

### Atlético Mineiro
Luxemburgo acertou sua ida para o Atlético Mineiro no dia 8 de dezembro de 2009, fechando um contrato de dois anos com o clube e rejeitando propostas de CSKA Moscou e Internacional. No dia seguinte, foi apresentado oficialmente na sede administrativa, em entrevista coletiva. Mesmo debaixo de chuva, mais de 100 torcedores compareceram para acompanhar a apresentação do treinador. Em 2 de maio de 2010, quando estava há cinco meses no comando da equipe, venceu o Campeonato Mineiro, em final contra o Ipatinga. No entanto, após o título estadual e a eliminação na Copa do Brasil nas quartas de final, a equipe não obteve bons resultados no Campeonato Brasileiro.
Luxemburgo foi demitido no dia 24 de setembro, logo após uma derrota por 5–1 contra o Fluminense que deixou o Atlético na zona de rebaixamento para a Série B. Posteriormente, o então presidente do clube, Alexandre Kalil, revelou que o elenco havia "derrubado" o treinador, em entrevista para um programa de TV. O técnico comandou o Galo em 53 jogos durante toda a temporada, alcançando 22 vitórias, 12 empates e 19 derrotas.

### Flamengo (terceira passagem)
No dia 5 de outubro de 2010, Luxemburgo aceitou a proposta do Flamengo para assumir o comando técnico, fechando um contrato de dois anos com o clube da Gávea. A missão do treinador era evitar o rebaixamento do clube carioca, missão que ele conseguiu completar, terminando o campeonato na 14ª colocação.
Em 2011, Luxemburgo ganhou reforços da diretoria, que queria ver a equipe brigando por títulos. Os principais reforços foram os meias Ronaldinho Gaúcho e Thiago Neves. Esteve invicto no comando do Flamengo em 26 jogos, superando a marca do memorável técnico rubro-negro Carlinhos, de 20 jogos. No dia 1 de maio, o time comandado por Luxemburgo conquistou a Taça Rio e o Campeonato Carioca, pois já havia sido campeão da Taça Guanabara. O treinador terminou o Campeonato Brasileiro na quarta colocação, levando o Flamengo para a Pré-Libertadores.
No dia 2 de fevereiro de 2012, o treinador teve sua demissão anunciada pelos dirigentes do clube carioca. O motivo da demissão era o desentendimento com Michel Levy, vice-presidente de finanças do clube, e com Ronaldinho. O desentendimento com Levy foi por defender os jogadores que cobravam salários atrasados, e com Ronaldinho por não gostar da atitude do jogador, que declarou que não entraria em campo por não receber parte do salário desde agosto de 2011.

### Grêmio

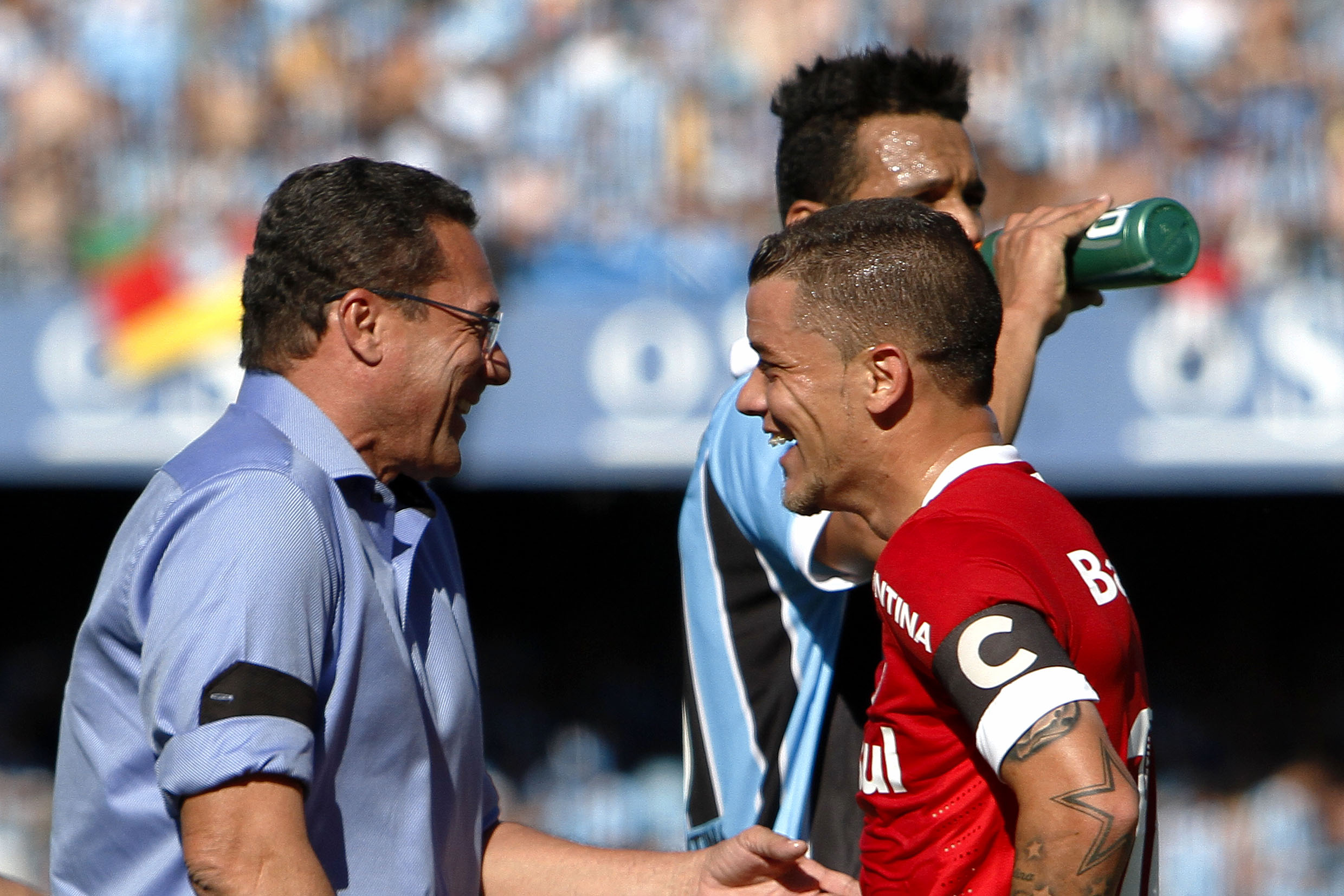
Luxemburgo cumprimentando Andrés D'Alessandro antes de um Grenal em 2012

Foi anunciado como novo técnico do Grêmio no dia 21 de fevereiro de 2012. Na estreia pelo Tricolor Gaúcho, Luxemburgo viu a equipe ser eliminada da Taça Piratini, o primeiro turno do Campeonato Gaúcho, pelo Caxias, fora de casa, nos pênaltis, após empate em 1–1 no tempo normal. Na noite de 21 de novembro, o treinador renovou com o Tricolor por mais duas temporadas.
Em 29 de abril de 2013, após se envolver numa confusão no jogo contra o chileno Huachipato, pela Libertadores, Luxa foi suspenso por seis jogos na competição sul-americana. No dia 29 de junho, apesar da boa campanha no Campeonato Brasileiro, o técnico foi demitido. A equipe vinha apresentado desempenho irregulares em competições de mata-mata, como nas quedas na Copa do Brasil e na Sul-Americana de 2012, no Campeonato Gaúcho de 2013 e principalmente a eliminação nas oitavas de final da Libertadores de 2013. Segundo o diretor executivo do clube, Rui Costa, Luxa deixou o Tricolor pela "porta da frente". Ainda segundo Rui, chegou o momento que a diretoria avaliou e que precisavam de fato novo para a retomada do campeonato.

### Fluminense
No dia 30 de julho de 2013, Vanderlei Luxemburgo aceitou a proposta do patrocinador para assumir o comando técnico do Fluminense, fechando um contrato de seis meses com o clube das Laranjeiras. Em sua estreia no tricolor, venceu o Cruzeiro por 1–0.

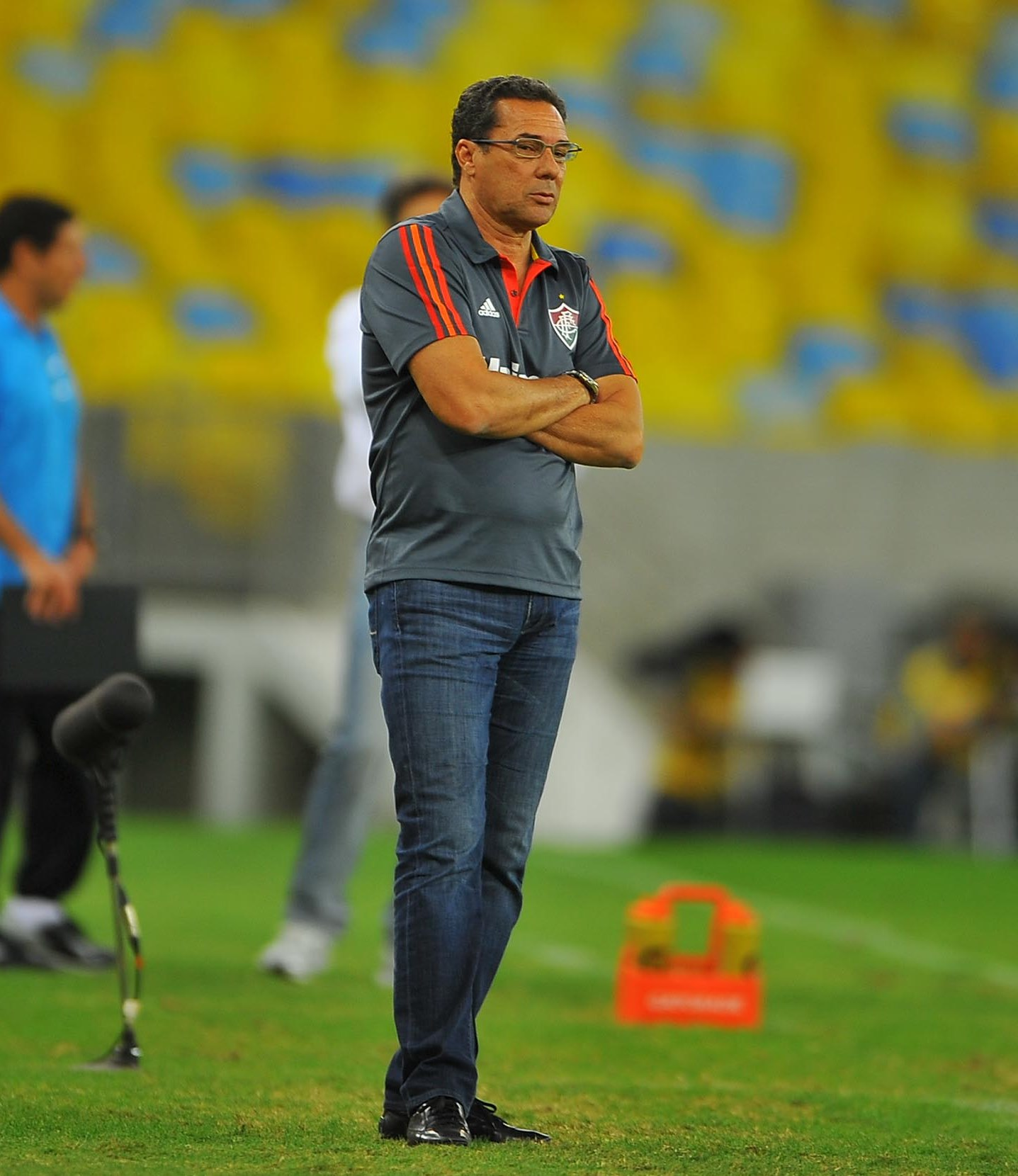
Vanderlei Luxemburgo no Fluminense em outubro de 2013

No primeiro mês comandando o Fluminense, em agosto, foi irregular, sem ter uma boa sequência de vitórias. Já em setembro, tudo mudou. O time ficou invicto, vencendo quatro partidas e empatando três. Diferente de setembro, outubro foi péssimo. O time não venceu um jogo sequer e, após perder para o Vitória, no dia 27 de outubro, o cargo de Luxemburgo foi ameaçado. No dia 29 de outubro, sites confirmavam a demissão do técnico como certa, mas no dia 30 o clube resolveu manter o técnico até o próximo jogo, no dia 3 de novembro, contra o Flamengo. O Fluminense perdeu por 1–0, com gol contra do zagueiro Gum, aos 44 minutos do segundo tempo. A derrota causou revolta a muitos tricolores e, horas depois do jogo, houve uma invasão na sede do clube. Para muitos, era o último jogo de Luxemburgo pelo Fluminense, mas a diretoria do clube deu um voto de confiança ao treinador. Segundo o presidente, apesar da derrota, o time evoluiu em relação às últimas partidas. Antes do jogo seguinte, contra o Corinthians, Luxemburgo afirmou que salvar o Fluminense do rebaixamento seria a conquista mais importante de sua carreira. O treinador também disse que só sairia do Fluminense se fosse mandado embora.
| “                      | Trocaria meus títulos para manter o Fluminense na primeira divisão. | ” |
| — Vanderlei Luxemburgo |                                                                     |   |

Em 10 de novembro a equipe perdeu outra partida, contra o Corinthians, acumulando nove jogos sem vitória. No dia seguinte, o Fluminense anunciou a demissão do treinador. Luxemburgo disse que foi pego de surpresa.
Horas depois da demissão, o técnico esteve presente no programa Bem, Amigos!, do canal por assinatura SporTV. Vanderlei Luxemburgo disse que havia feito um acordo com o diretor executivo do Fluminense antes do jogo, que independente do resultado, permaneceria no clube, mas o acordo não foi cumprido. O treinador disse também ter certeza de que o Fluminense não seria rebaixado. Vanderlei teve um desempenho fraco nas Laranjeiras, com 26 jogos, sete vitórias, nove empates e 10 derrotas — aproveitamento de 38,46%.

### Flamengo (quarta passagem)
Acertou seu retorno ao Flamengo no dia 23 de julho de 2014, num momento em que a equipe se encontrava na zona de rebaixamento do Campeonato Brasileiro. Sob seu comando, o time voltou a vencer e terminou o Brasileirão no 10º lugar. Neste mesmo ano, levou o rubro-negro carioca às semifinais da Copa do Brasil, mas acabou sendo eliminado pelo Atlético Mineiro, que seria o futuro campeão da competição, pelo placar de 4–1 (4–3 no agregado). Luxa foi criticado pela substituição de Éverton pelo jovem Mattheus, ocorrida quando o Atlético ainda vencia por 2–1.
Já em janeiro de 2015, conquistou em Manaus o Torneio Super Series. Durante o Campeonato Carioca, chegou a ser suspenso por duas partidas pelo STJD por declarações críticas a FERJ. Após uma derrota para o Avaí na 3ª rodada do Campeonato Brasileiro, e com a equipe tendo conquistado apenas um ponto na competição, o treinador foi dispensado. No total nesta passagem, comandou a equipe em 59 jogos, com 34 vitórias, 14 derrotas e 11 empates.

### Cruzeiro (segunda passagem)
Nove dias após a saída do Flamengo, foi contratado pelo Cruzeiro no dia 2 de junho, assinando por um ano e meio com o clube mineiro. Pouco mais de dois meses depois, foi demitido no dia 31 de agosto, após uma derrota por 1–0 para o Santos, no Mineirão.

### Tianjin Quanjian
Em 24 de setembro de 2015, assinou com o clube chinês Tianjin Songjiang (depois rebatizado como Tianjin Quanjian), da segunda divisão do campeonato nacional chinês, por uma temporada. Estreou em março de 2016 com vitória, porém foi demitido no dia 5 de junho, quando a equipe encontrava-se apenas na oitava posição na tabela, e longe da zona de acesso a primeira divisão.

### Sport

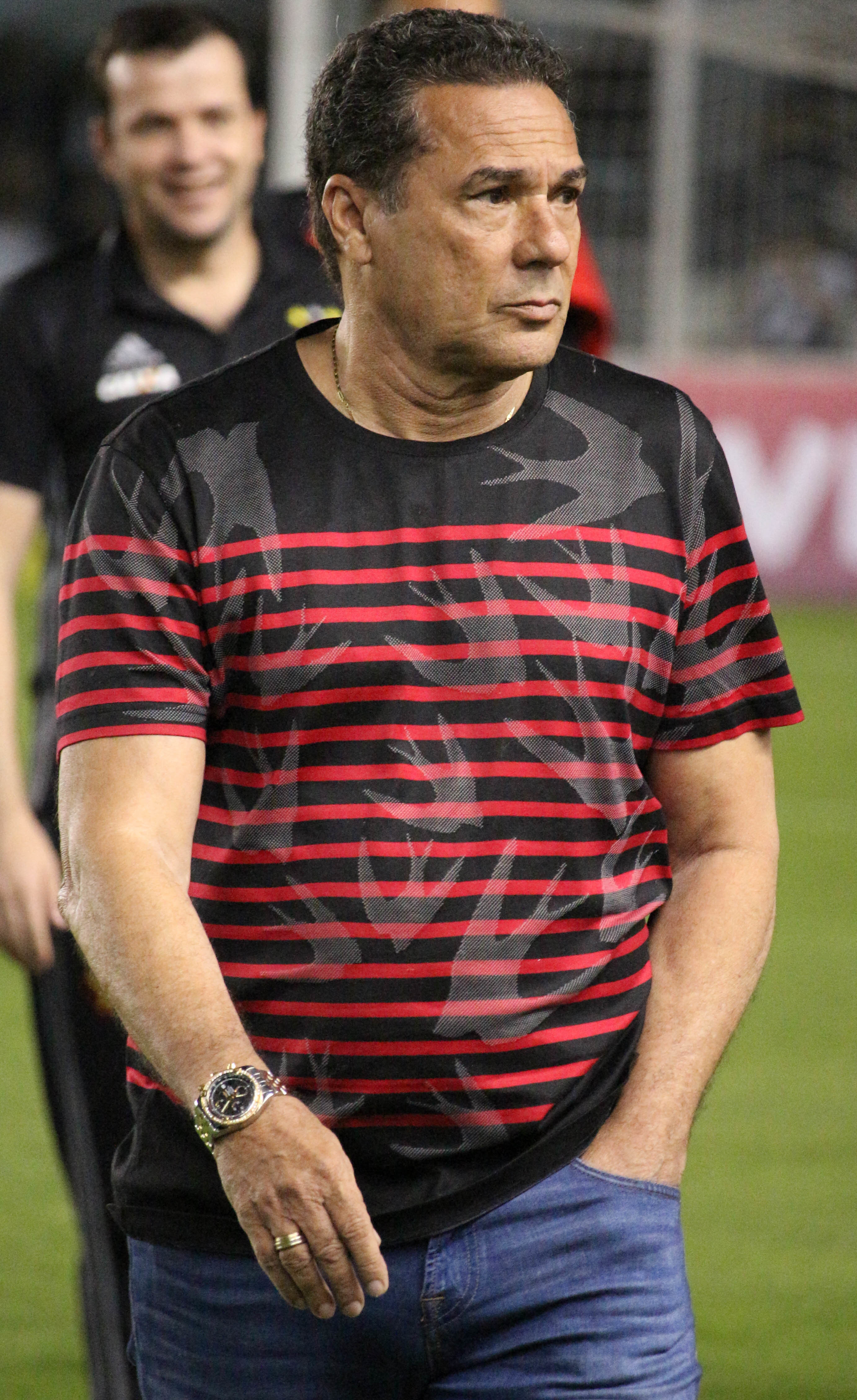
Luxemburgo no Sport em junho de 2017

No dia 29 de maio de 2017, acertou com o Sport e conquistou o Campeonato Pernambucano. Logo em sua estreia, na Ilha do Retiro, empatou em 1–1 contra o Botafogo pela Copa do Brasil. Depois, no Campeonato Brasileiro, conseguiu levar a equipe ao 6º lugar, e, logo após, ao 5º lugar. Após o time oscilar por algumas rodadas e cair para a 11º posição, foi duramente criticado por sofrer uma goleada de 5–0 contra o Grêmio, em Porto Alegre. Acabou sendo demitido do clube no dia 26 de outubro, após uma derrota por 2–0 para o Junior Barranquilla, da Colômbia, pelas quartas de final da Copa Sul-Americana.

### Vasco da Gama
No dia 8 de maio de 2019, Luxemburgo assinou com o Vasco da Gama até o fim do ano.

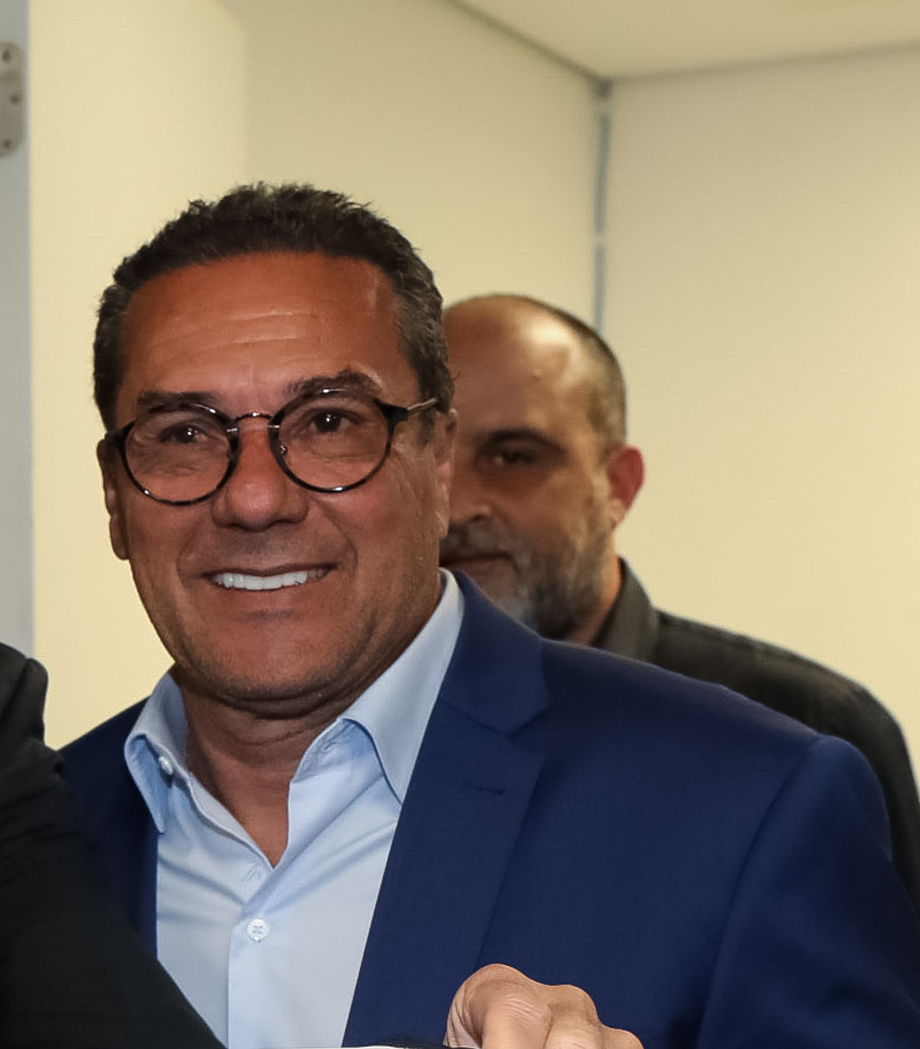
Luxemburgo em julho de 2019

Após uma campanha regular no Campeonato Brasileiro, o técnico dava indícios de que prosseguiria no Cruzmaltino em 2020. Porém, no dia 13 de dezembro, deixou o comando do clube.

### Palmeiras (quinta passagem)
Em 15 de dezembro de 2019, acertou por duas temporadas com o Palmeiras, sendo sua quinta passagem pelo clube.
Ainda no início de 2020, o treinador conquistou a Florida Cup, um torneio não oficial de pré-temporada realizado nos Estados Unidos. Foi nesse torneio, inclusive, que Luxemburgo subiu jogadores como Gabriel Menino e Patrick de Paula, que viriam a ser muito importantes para o clube alviverde no ciclo que se iniciava.
Com a pandemia de COVID-19, o trabalho foi interrompido e retornou no mês de julho. Apesar de não apresentar um futebol que agradava a torcida, a equipe conquistou o Campeonato Paulista no dia 8 de agosto, após vencer o Corinthians nos pênaltis. O primeiro jogo da final terminou empatado em 0–0, e o segundo empatado em 1–1. Com a conquista, superou Lula e chegou ao nono título do Paulistão, tornando-se o maior campeão.
Foi demitido em 14 de outubro, após uma derrota por 3–1 para o Coritiba. O técnico encerrou sua quinta passagem pelo alviverde paulista com 36 jogos, 17 vitórias, 14 empates e cinco derrotas.

### Retorno ao Vasco
No dia 31 de dezembro de 2020, acertou o seu retorno ao Vasco da Gama para 2021, sendo sua segunda passagem pelo clube após 2019. Ao final do Campeonato Brasileiro, o Vasco confirmou que não renovaria seu contrato, após não conseguir evitar o quarto rebaixamento da história do clube.

### Cruzeiro (terceira passagem)
Em 3 de agosto de 2021, após Mozart pedir demissão do Cruzeiro, Luxemburgo foi contratado com a missão de levar o time de volta à elite do futebol brasileiro no ano do centenário do clube.
Teve um início positivo, com duas vitórias (contra Brusque e Náutico) e dois empates (contra Vitória e Sampaio Corrêa), afastando o time da zona de rebaixamento e retomando a esperança do torcedor no acesso.
No dia 26 de novembro de 2021, renovou seu contrato com o Cruzeiro até o fim de 2023. Porém, no dia 28 de dezembro, o clube mineiro anunciou que o técnico não permaneceria no comando da equipe para a temporada de 2022, tendo seu contrato rescindido sob a alegação de adequações orçamentais.

### Corinthians (terceira passagem)
Foi anunciado pelo Corinthians no dia 1 de maio de 2023, assinando contrato até o final do ano. Sua reestreia aconteceu no dia seguinte, na derrota por 2–1 contra o Independiente del Valle, na Neo Química Arena, em jogo válido pela Copa Libertadores da América. Após uma sequência de mais seis partidas sem vencer, o treinador obteve um triunfo no dia 28 de maio, pelo Campeonato Brasileiro, quando o Timão derrotou o Fluminense por 2–0 com dois gols de Róger Guedes.
Com uma série de resultados ruins no mês de agosto, além de polêmicas entrevistas, a saída de Luxemburgo passou a ser especulada, principalmente pelo baixo rendimento da equipe no Brasileirão e na Copa Sul-Americana. A diretoria do Corinthians chegou a dar um voto de confiança ao técnico durante a Data FIFA no início de setembro, mas após um empate por 1–1 contra o Fortaleza, na Neo Química Arena, válido pela Copa Sul-Americana, Luxemburgo teve a sua demissão anunciada no dia 27 de setembro. O experimente treinador deixou o clube paulista após 38 partidas, com 14 vitórias, 12 empates e 12 derrotas, um aproveitamento de 48% em quase cinco meses de trabalho.

## Carreira pós-aposentadoria
Em 20 de fevereiro de 2025, após quase dois anos de seu último trabalho como treinador, Luxemburgo assinou um contrato com a Band para fazer parte do programa Galvão e Amigos, apresentado por Galvão Bueno. Apesar de não ter anunciado oficialmente sua aposentadoria como treinador, Luxa resolveu se arriscar em uma nova função.

## Estilo de jogo
O técnico é uma das referências da chamada "escola brasileira de futebol", baseada na autonomia do jogador para se movimentar e tomar decisões dentro de campo. Sua grande referência na profissão é Mário Jorge Zagallo (mais um representante da "escola brasileira"), e o time que inspira seus trabalhos é a Seleção Brasileira de 1970, campeã mundial na Copa do Mundo realizada no México.
Embora seja o percursor do 4-1-4-1 no Brasil, Luxemburgo tem como sistema tático favorito o 4-3-1-2 (ou 4-4-2 losango), utilizado em alguns dos principais trabalhos de sua carreira (Palmeiras de 1996, Seleção Brasileira, Corinthians de 1998, Cruzeiro de 2003 e Real Madrid de 2004).
Ao longo de sua carreira, Luxemburgo ficou conhecido pelas mudanças pontuais que realizava em suas equipes, antes ou durante os jogos, para sair vitorioso. Por conta dessa característica, recebeu a alcunha de "Luxemburgo, o estrategista" do jornalista esportivo Roberto Avallone.
A troca de posição de jogadores também é uma marca de sua carreira. Quando comandou o Corinthians, no final da década de 90, Luxemburgo transformou o colombiano Freddy Rincón, que era meio-campista, em volante. Vale lembrar que ambos já tinham trabalhado juntos no Palmeiras, em 1994. Outro jogador que trocou de posição sob o comando do técnico foi o espanhol Sergio Ramos, que atuava como lateral-direito no Sevilla e se tornou zagueiro ao chegar no Real Madrid.

## Outros trabalhos
É presidente da TV Jovem, filiada da Record no Tocantins. Em 2018, tornou-se sócio de uma cachaçaria em Alagoas.

## Medalha Machado de Assis
Em homenagem aos 110 anos do escritor e flamenguista José Lins do Rego, Vanderlei, em 11 de abril de 2011, quando estava em sua terceira passagem pelo Flamengo, recebeu da Academia Brasileira de Letras a Medalha Machado de Assis, a mais alta honraria da instituição.

## Vida pessoal

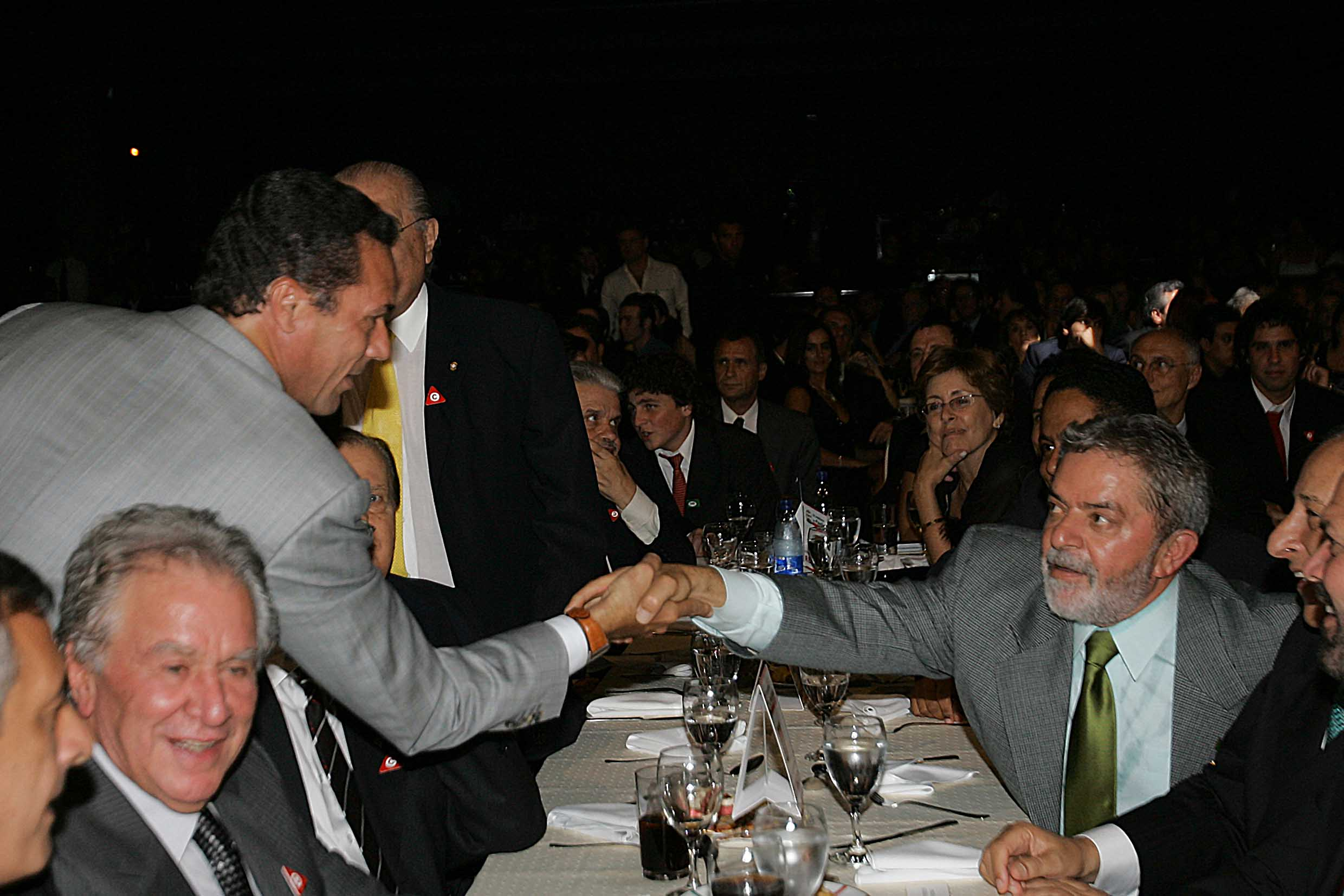
Luxemburgo cumprimentando o presidente Lula em 2006

Seu sobrenome é herdado de homenagem do avô materno à Rosa Luxemburgo, que escolheu para uma de suas filhas, a mãe de Vanderlei, o nome da filósofa marxista. Nenhum de seus onze tios possui o sobrenome, já repassado para filhas e netos.
Luxemburgo é casado e possui duas filhas: Vanessa e Vanusa. Presente também na política, o treinador foi filiado ao Partido dos Trabalhadores (PT) entre 2018 e 2022, quando ingressou no Partido Socialista Brasileiro (PSB) para concorrer a uma vaga no Senado pelo estado do Tocantins. Já em abril de 2024, filiou-se ao Podemos (PODE).
Em 2018, lançou um canal no YouTube, com foco no futebol e temas relacionados, tais como: análises táticas, comentários sobre campeonatos em andamento e entrevistas com personalidades.

## Estatísticas
Atualizadas até 27 de setembro de 2023
| Anos                                      | Clube            | Jogos | Vitórias | Empates | Derrotas | Aproveitamento |
| ----------------------------------------- | ---------------- | ----- | -------- | ------- | -------- | -------------- |
| 1980                                      | Campo Grande     | 7     | 2        | 2       | 3        | 38,10%         |
| 1981                                      | America          | 35    | 28       | 1       | 6        | 80,95%         |
| 1983                                      | Rio Branco-ES    | 10    | 2        | 2       | 6        | 26,67%         |
| 1984                                      | Friburguense     | 6     | 0        | 2       | 4        | 11,11%         |
| 1984                                      | Al-Ittihad       | 11    | 4        | 3       | 4        | 45,45%         |
| 1985                                      | Democrata-GV     | 26    | 6        | 11      | 9        | 37.18%         |
| 1987-1988                                 | Al-Shabab        | 32    | 17       | 10      | 5        | 63.54%         |
| 1989–1990                                 | Bragantino       | 22    | 7        | 10      | 5        | 46,97%         |
| 1991–1992                                 | Guarani          | 17    | 7        | 5       | 5        | 50.98%         |
| 1992–1993                                 | Ponte Preta      | 51    | 19       | 19      | 8        | 55,07%         |
| 1993–94 / 1995–96 / 2002 / 2008–09 / 2020 | Palmeiras        | 411   | 244      | 96      | 71       | 67.15%         |
| 1995                                      | Paraná           | 14    | 4        | 5       | 5        | 40,48%         |
| 1998 / 2001 / 2023                        | Corinthians      | 172   | 76       | 45      | 51       | 52,91%         |
| 1998–1999                                 | Brasil           | 34    | 21       | 8       | 5        | 69.61%         |
| 1999–2000                                 | Brasil Sub-23    | 9     | 5        | 2       | 2        | 62.96%         |
| 2002–2004,2015 e 2021                     | Cruzeiro         | 149   | 82       | 36      | 31       | 63.09%         |
| 1997, 2004, 2006–2007 e 2009              | Santos           | 305   | 160      | 68      | 77       | 59,89%         |
| 2005                                      | Real Madrid      | 45    | 28       | 7       | 10       | 67,41%         |
| 2010                                      | Atlético Mineiro | 53    | 22       | 12      | 19       | 49,06%         |
| 1991,1995, 2010–2012, 2014–2015           | Flamengo         | 241   | 127      | 67      | 51       | 61,96%         |
| 2014–2015                                 | Grêmio           | 91    | 52       | 21      | 18       | 64,84%         |
| 2013                                      | Fluminense       | 39    | 11       | 14      | 14       | 40,17%         |
| 2016                                      | Tianjin Quanjian | 12    | 4        | 4       | 4        | 44,44%         |
| 2017                                      | Sport            | 34    | 11       | 8       | 15       | 40,20%         |
| 2019 / 2020                               | Vasco da Gama    | 46    | 15       | 16      | 15       | 44,2%          |

## Títulos

### Como jogador
Flamengo
- Torneio do Povo: 1972
- Taça Guanabara: 1972, 1973 e 1978
- Campeonato Carioca Sub-20: 1972 e 1973
- Campeonato Carioca: 1972, 1974 e 1978[151]

Seleção Brasileira
- Torneio de Cannes de Juniores: 1973 e 1974

### Como auxiliar-técnico
Vasco da Gama
- Campeonato Carioca: 1982[152]

### Como treinador
Rio Branco
- Campeonato Capixaba: 1983[18]

Bragantino
- Campeonato Brasileiro - Série B: 1989
- Campeonato Paulista: 1990

Flamengo
- Copa Rio: 1991[6]
- Campeonato Carioca: 2011[151]
- Super Series de 2015

Palmeiras
- Campeonato Paulista: 1993, 1994, 1996, 2008 e 2020
- Torneio Rio-São Paulo: 1993
- Campeonato Brasileiro: 1993 e 1994
- Florida Cup: 2020

Santos
- Torneio Rio-São Paulo: 1997
- Campeonato Brasileiro: 2004
- Campeonato Paulista: 2006 e 2007

Corinthians
- Campeonato Brasileiro: 1998
- Campeonato Paulista: 2001

Cruzeiro
- Campeonato Mineiro: 2003
- Copa do Brasil: 2003
- Campeonato Brasileiro: 2003

Atlético Mineiro
- Campeonato Mineiro: 2010

Sport
- Campeonato Pernambucano: 2017

Seleção Brasileira
- Copa América: 1999
- Torneio Pré-Olímpico Sub-23: 2000

### Prêmios individuais
Palmeiras
- Seleção do Campeonato Paulista: 2008[153] e 2020[154]

Atlético Mineiro
- Seleção do Campeonato Mineiro: 2010[155]

Flamengo
- Seleção do Campeonato Carioca: 2011[156]

Seleção Brasileira
- Melhor Treinador do Mundo da IFFHS: 1999[157]